# José Ramón Ramos
José Ramón Ramos Cecilio (Ciudad Rodrigo, 2 de febrero de 1943 - Madrid, 23 de junio de 2024), fue un baloncestista español. Su posición en la cancha era la de base. Formado en el Club Baloncesto Estudiantes, estuvo seis temporadas jugando en el Real Madrid (1966-1972) siendo considerado un base con un gran criterio y gran directo de juego. Es hermano del también base Vicente Ramos.

## Trayectoria
Formando en la cantera del Club Baloncesto Estudiantes, juega durante seis años en el primer equipo estudiantil, después ficharía por el Picadero Jockey Club, modesto equipo barcelonés que por aquella época tenía un presidente-mecenas, Joaquín Rodríguez, que consiguió aglutinar a base de talonario un gran equipo, donde destacaban jugadores como Alfonso Martínez, Chus Codina o Lorenzo Alocén, El hecho de no ganar la liga, y posiblemente una  crisis en los negocios de Joaquín Rodríguez, acabaron con el hundimiento del club, lo que propiciaría su fichaje por el Real Madrid, donde juega 6 años, consiguiendo multitud de títulos. Ya con 28 años vuelve al Club Baloncesto Estudiantes, donde juega tres años, siendo el último club donde jugaría antes de su retirada. Llegó a ser  entrenador principal y secretario técnico del Club Baloncesto Estudiantes.

## Palmarés
- 5 Ligas Españolas  (1968, 1969, 1970, 1971, 1972).
- 5 Copas:

(1963) con el Estudiantes.
(1967, 
1970, 1971, 1972) con el Real Madrid.
- Copa de Europa: (1967, 1968).

## Fallecimiento
Falleció el 23 de junio de 2024, a los 81 años.